# Cucina sino-islamica
La cucina sino-islamica (清真菜S, Qīngzhēn càiP, lett. "cucina halāl", in lingua dungana: Чыңжән цаы, o 回族菜S, Huízú càiP, lett. "cucina del popolo hui", in lingua dungana: Ҳуэйзў цаы) è la cucina degli hui (musulmani cinesi etnici) e di altri popoli musulmani che vivono in Cina, come i bonan, i dongxiang, i salar e gli uiguri, nonché i dungani dell'Asia centrale.

## Storia e diffusione

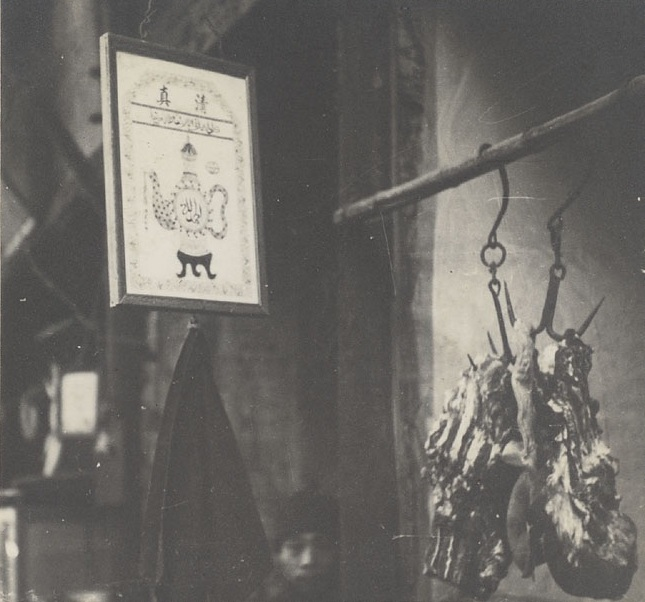
Un'insegna di una macelleria halal a Hankou, 1934-1935 circa

La cucina sino-islamica risale a più di 1000 anni fa, quando durante la dinastia Tang venne introdotto l'Islam dalle popolazioni arabe che viaggiavano lungo la via della seta. Questi, stabilendosi nelle regioni nord-orientali del Paese, furono gli antenati degli hui.
La cucina islamica della Cina settentrionale fonde elementi della cucina mediorientale con quella della cucina pechinese, dalla quale trae tutti i metodi di cottura, differenziandosi solo nei prodotti a causa delle restrizioni religiose. Di conseguenza, la cucina sino-islamica settentrionale è spesso considerata parte della cucina casalinga pechinese, sebbene sia poco diffusa nei ristoranti della costa orientale.
Durante la dinastia Yuan, le macellazioni halal e kosher furono bandite dagli imperatori mongoli, a cominciare da Gengis Khan che impose ai musulmani e agli ebrei di macellare i loro animali secondo il metodo mongolo.
Tradizionalmente c'è una distinzione tra la cucina sino-islamica settentrionale e quella meridionale, nonostante in entrambe le regioni si utilizzi sia l'agnello sia il montone. Se la cucina sino-islamica settentrionale fa molto affidamento sulla carne di manzo, a sud vengono maggiormente consumati piatti a base di anatra, oca, gamberetti o frutti di mare.
Nella maggior parte delle principali città orientali della Cina vi sono diversi ristoranti islamici o halal, tipicamente gestiti da migranti provenienti dall'area occidentale del paese, come ad esempio gli uiguri, e decorati con motivi islamici come immagini di tappeti e scritte arabe.
Anche altre minoranze etniche musulmane come i bonan, i dongxiang, i salar e i musulmani tibetani possiedono la propria cucina.
Molti musulmani cinesi hui che si sono trasferiti dallo Yunnan in Birmania, conosciuti come panthays, gestiscono ristoranti e bancarelle che servono piatti sino-islamici. In Thailandia essi sono noti come chin haw.

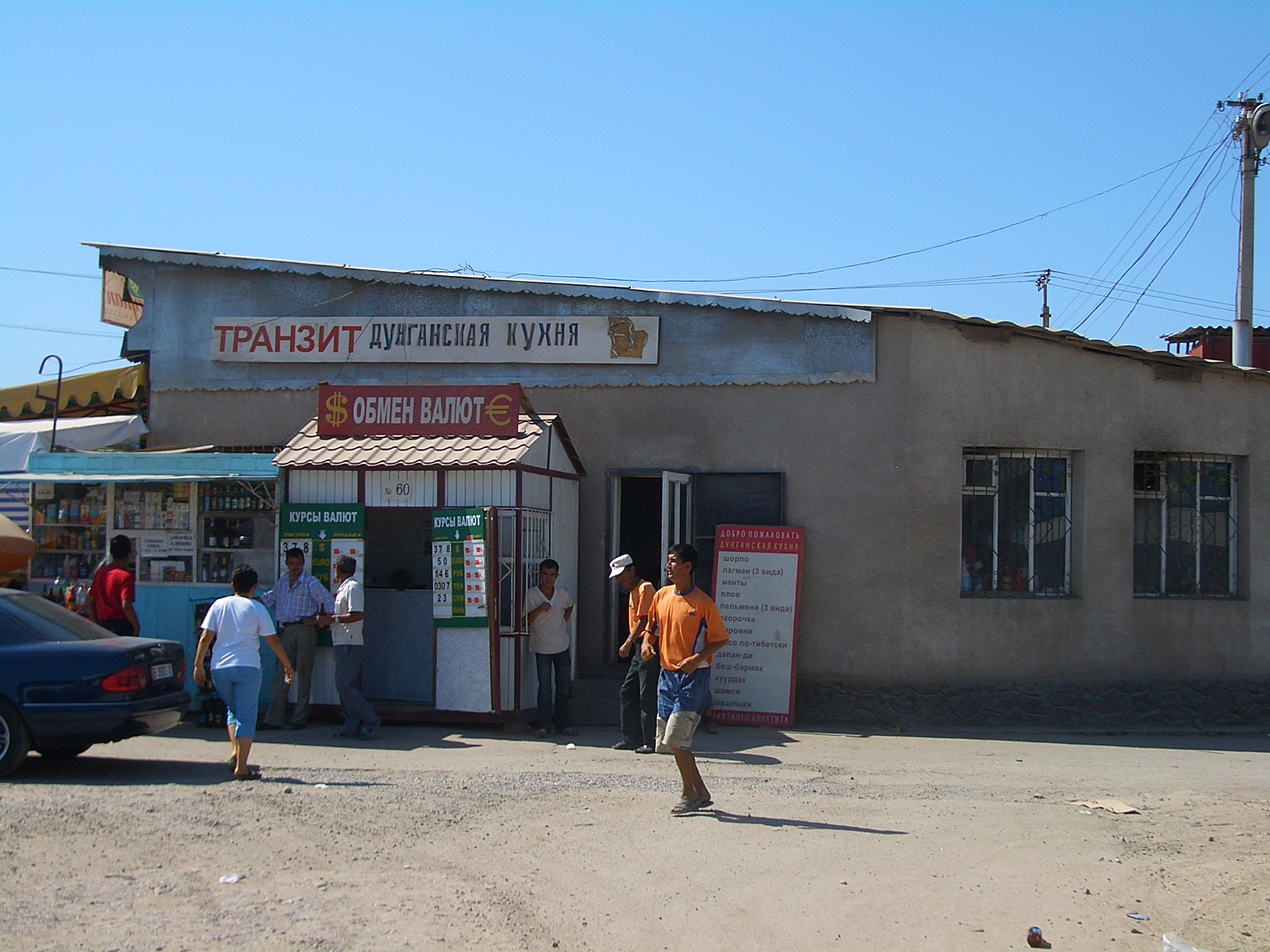
Ristorante di cucina dungana a Biškek, in Kirghizistan

In Asia centrale è diffusa la cucina dungana, che prevede l'uso delle bacchette e che ricorda la cucina cinese nordoccidentale.

## Piatti principali

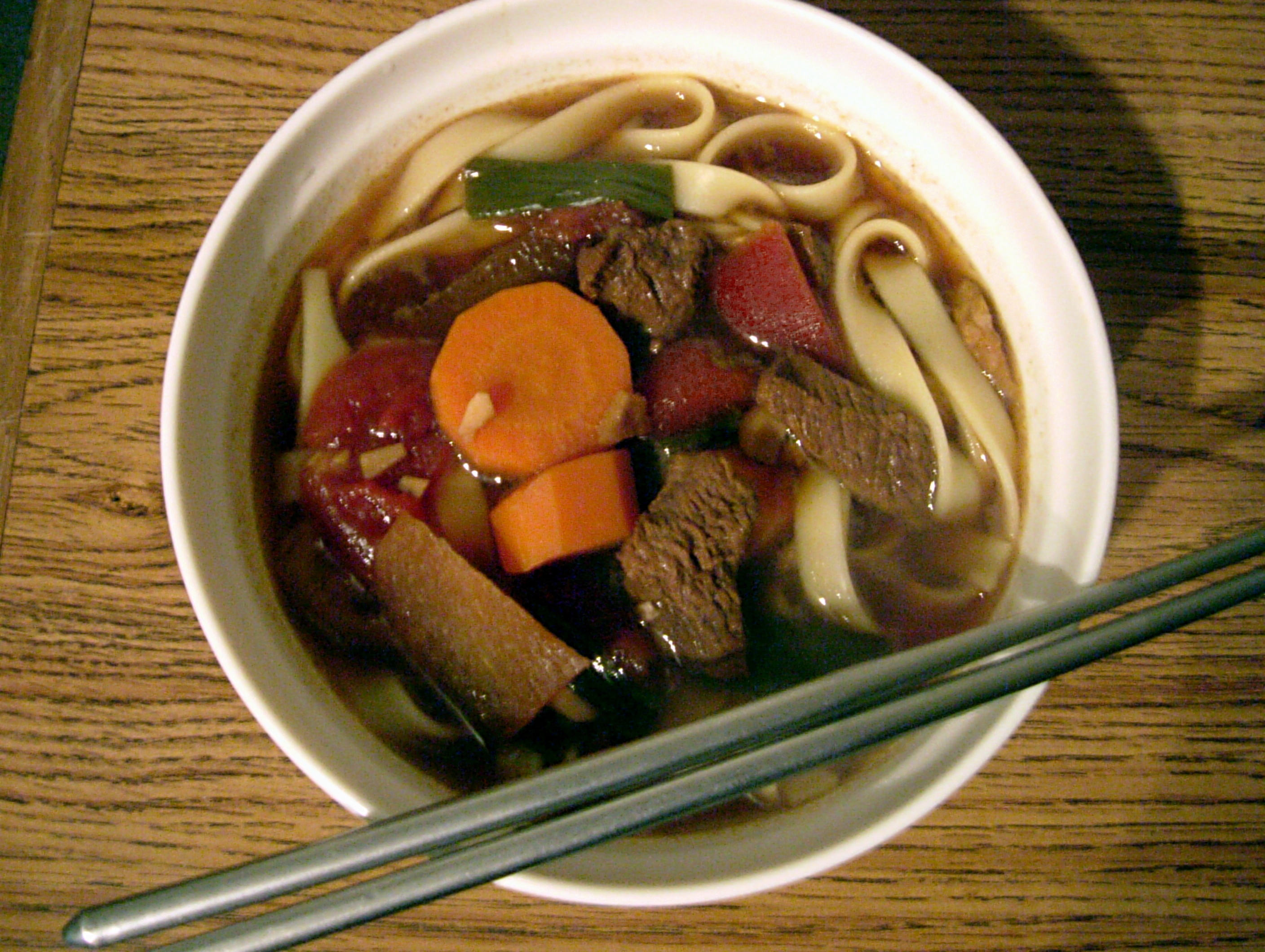
Zuppa di lāmiàn con manzo

- I lamian (拉麪T, 拉面S, lāmiànP, lett. "tagliatelle tirate", in dungano: Ламян)[9] sono delle tagliatelle fatte a mano, solitamente servite in una zuppa di manzo o montone (湯麪, даңмян, tāngmiàn), sebbene a volte vengano saltate in padella (炒麪, Чаомян, chǎomiàn), e accompagnate da una salsa a base di pomodoro. L'impasto dei lamian viene allungato a mano ripetutamente per produrre un'unica tagliatella molto lunga.[13]
- La zuppa di tagliatelle con manzo (牛肉麵T, 牛肉面S, niúròu miànP, lett. "zuppa di manzo") è un piatto composto da manzo cotto in umido, brodo di manzo, verdure e spaghetti di grano. Esiste in varie forme in tutta l'Asia orientale e sud-orientale e nacque dagli hui durante la dinastia Tang.[6]
- Il chuanr (串 儿S, chuànrP, lett. "kebab", in dungano: Чўанр) è un piatto originario dello Xinjiang (新疆). Questo tipo di carne è alla base degli spiedini di agnello noti come yang rou chuan.[6]
- Il suan cai (酸菜S, suān càiP, lett. "verdura acida") è un tradizionale piatto di verdure fermentate, simile al kimchi coreano e ai crauti tedeschi, a base di cavolo cinese in salamoia. Sebbene non sia esclusivo della cucina sino-islamica, esso viene ampiamente inserito nelle zuppe di lamian nelle regioni a maggioranza musulmana.
- Il nang (馕S, nángP, in dungano: Нәң) è un tipo di pane azzimo rotondo condito con sesamo, simile al naan dell'Asia centrale e meridionale.[14]